# Cas partitiu
El cas partitiu és un cas gramatical que denota la "parcialitat", "sense resultat, o "sense identitat específica". També es fa servir en contextos on se selecciona un subgrup d'un grup més gran o amb nombres.
En català la funció del partitiu s'expressa, no pas amb cap declinació, sinó amb la preposició "de" per exemple: no en tinc de pomes'
En llatí, el partitiu es manifesta com un dels dos possibles usos del cas genitiu.
En italià es representa pels articles "dal", "dalla", "dagli", "dalle".

## Característiques
En basc el cas partitiu (partitiboa) es fa declinant la paraula posposant les lletres (R)IK, per exemple la frase Badaukazu telefonorik ? en català es tradueix com en tens de telèfon?.
En algunes llengües flexives del grup finoúgric tals com el finès, l'estonià o el sami és un cas que s'utilitza en paraules:
- Amb funció d'objecte o complement verbal amb sentit restrictiu o indefinit.
- una declaració o salutació.
- una acció contínua i incompleta, com en la frase Ara llegeixo un llibre.
- després de numerals i paraules que indiquen quantitat, com per exemple una tassa de.

El partitiu plural, en finès exerceix la funció de plural indefinit. Per exemple la paraula omenia, forma partitiva d'omena, significa (algunes) pomes.
La llengua artificial Quenya també tenia partitiu però s'usava poc. Si, per exemple diem Eldali, ens estaríem referint a un grup d'elfs que venien d'un grup més gran, o sigui, (alguns) elfs).